# Palaeaspilates invexata
Palaeaspilates invexata är en fjärilsart som beskrevs av Walker 1862. Palaeaspilates invexata ingår i släktet Palaeaspilates och familjen mätare. Inga underarter finns listade i Catalogue of Life.